# Ancolie du Canada
Aquilegia canadensis
Espèce
Classification phylogénétique
L'Ancolie du Canada (Aquilegia canadensis) est une espèce de plantes à fleurs de la famille des Ranunculaceae. On la trouve de l'Est du Canada jusqu'au Sud des États-Unis. Elle résiste bien au froid et au gel.  

## Description

### Appareil végétatif
L'Ancolie du Canada est une plante herbacée vivace haute jusqu'à 100 cm. La tige a un diamètre de 30 cm. Les feuilles sont vert foncé, plumeuses et divisées en folioles de 2 cm de long maximum.

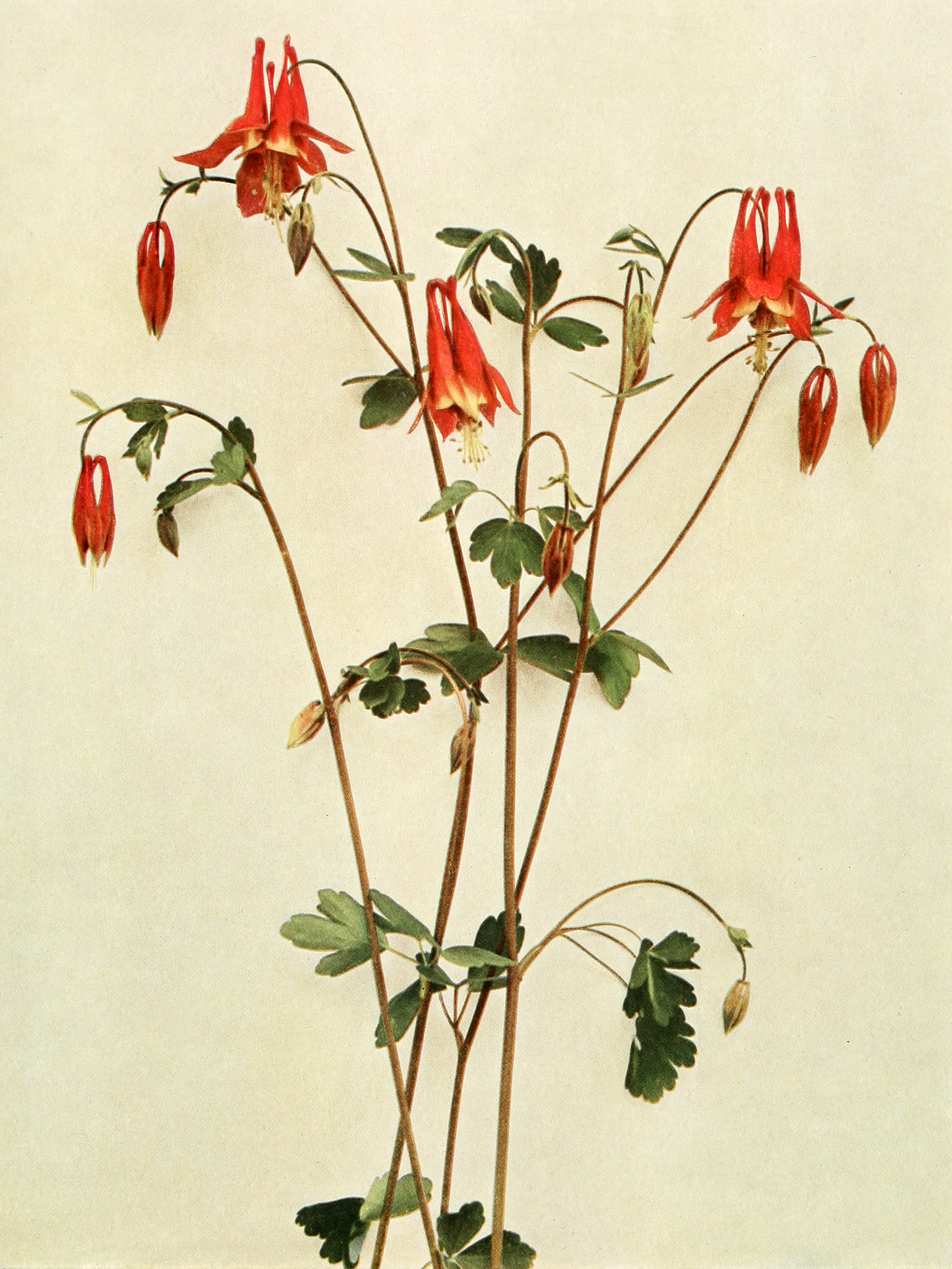
Illustration.
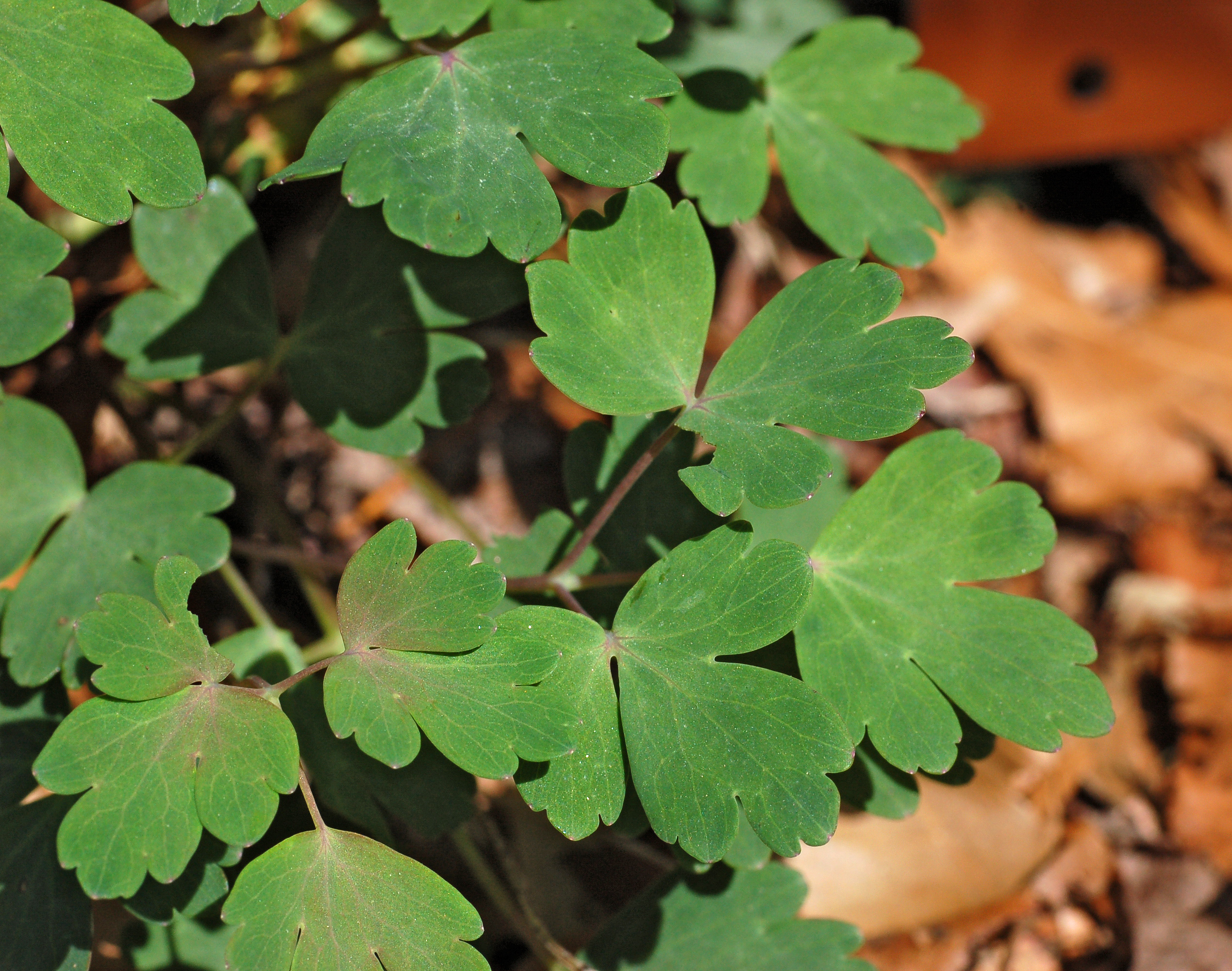
Feuilles.

### Appareil reproducteur
La floraison a lieu d'avril à juillet. Les hampes florales comportent chacune une vingtaine de fleurs inclinées, d'environ 2 cm de long. Les sépales sont de couleur écarlate. Les pétales, jaune vif, s'effilent en un éperon rouge érigé.

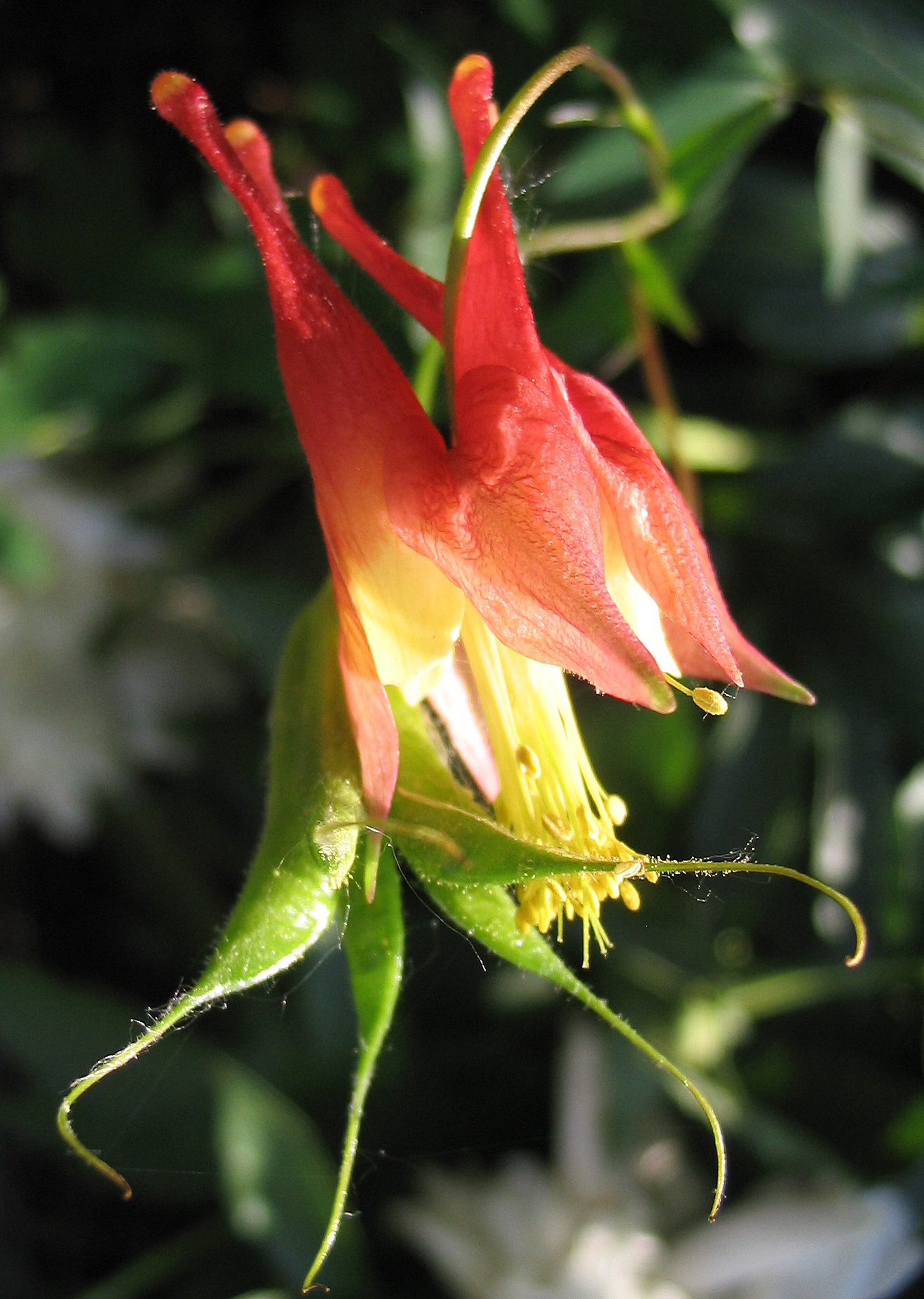
Fleur et gousse.
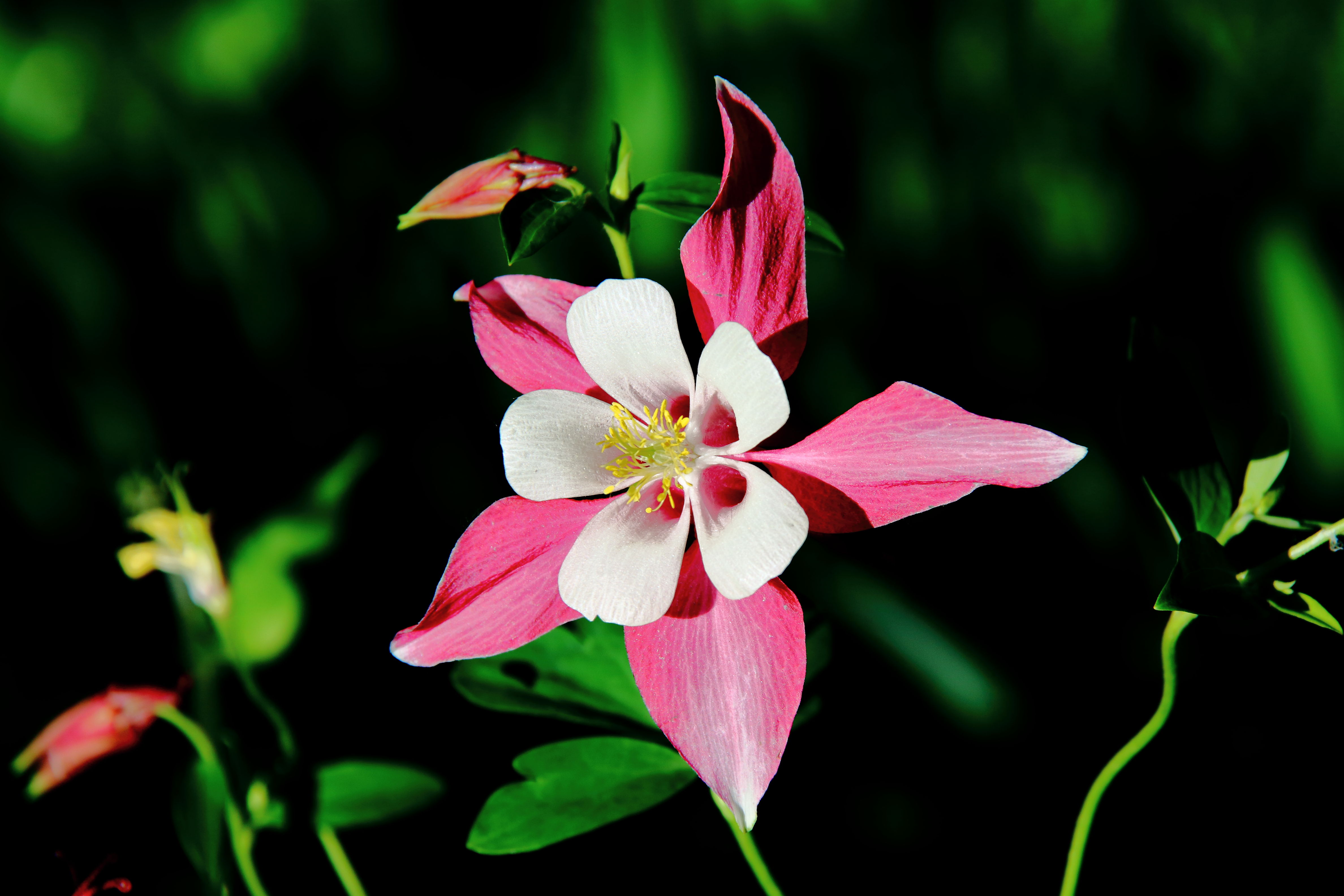
Fleur.

## Pollinisation
Les fleurs rouge écarlate de l'ancolie attirent les colibris de mai à juillet.

## Habitat

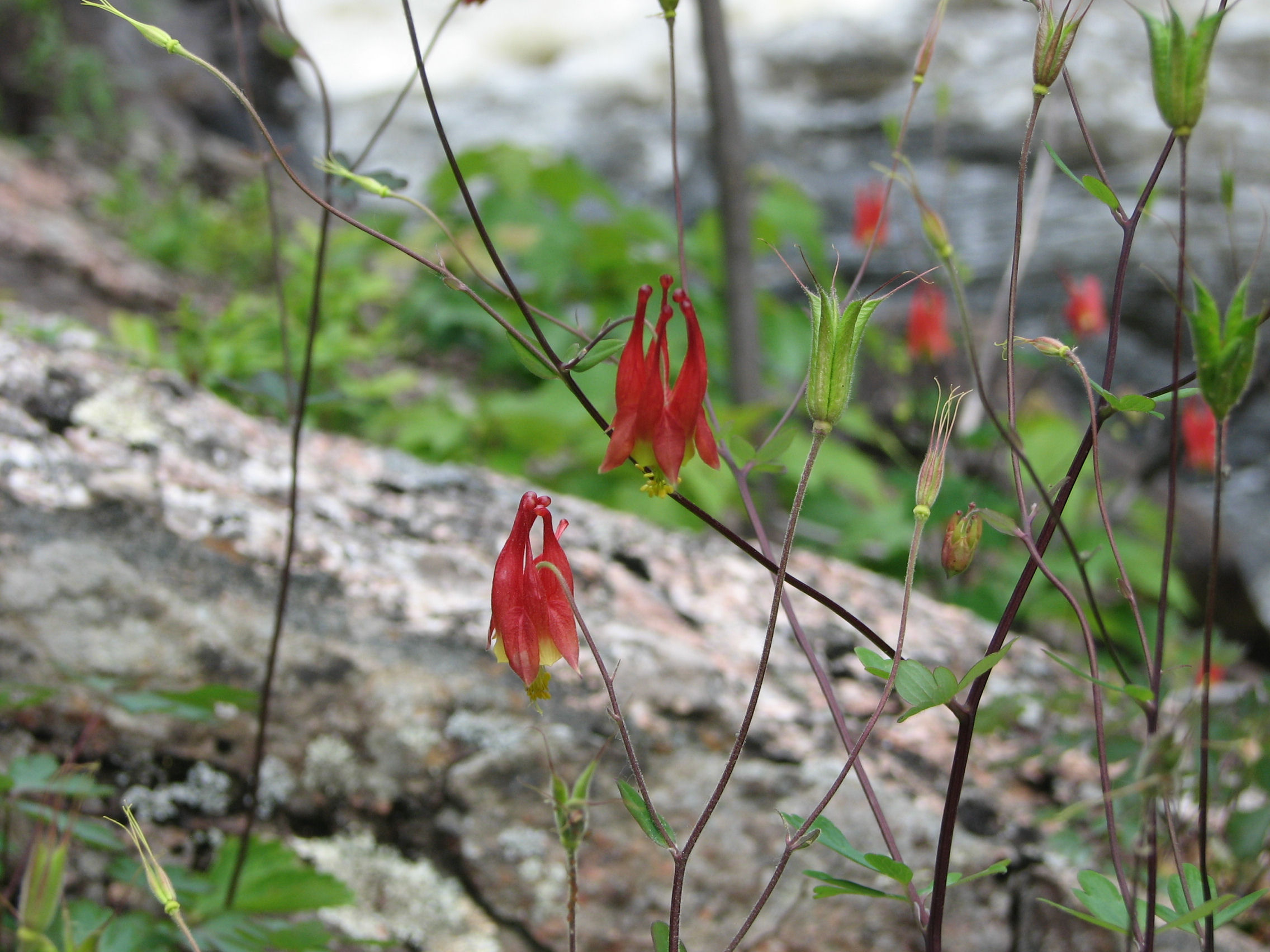
Dans l'habitat.

L'Ancolie du Canada pousse dans les escarpements rocheux comme les falaises et les talus d'éboulis,.

## Culture

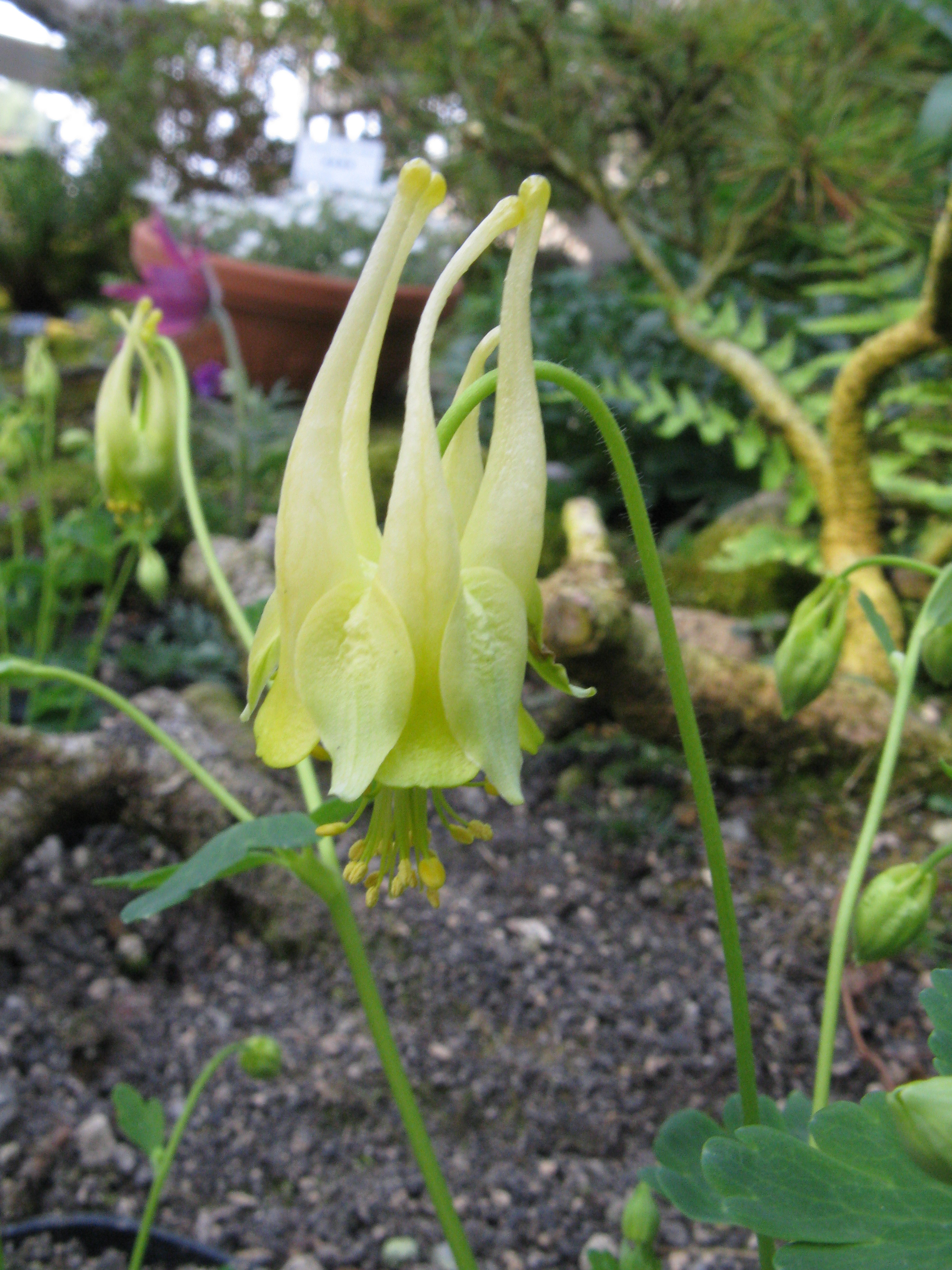
Le cultivar jaune 'Corbett'.

Aquilegia canadensis est une plante très décorative, appréciée pour son feuillage attrayant et ses fleurs voyantes. Pour cette raison, elle est largement cultivée en dehors de sa région d'origine, dans les régions tempérées de l'hémisphère nord.
La plante se multiplie facilement à partir de graines et fleurit la deuxième année après le semis. Elle vit relativement longtemps dans le jardin et pousse bien à l'ombre et au soleil avec une bonne humidité.
Le cultivar 'Little Lanterns' mesure la moitié de la hauteur de l'espèce.

## Toxicité
L'Ancolie du Canada contient un glycoside cyanogène, qui libère du cyanure d'hydrogène toxique lorsque la plante est endommagée.